# Nathalie Arthaud
Nathalie Arthaud (Peyrins, 23 febbraio 1970) è una politica francese, esponente di Lotta Operaia.

## Biografia
Arthaud è nata nel 1970 a Peyrins, Drôme, Francia. Suo padre possedeva un garage. Si interessò per la prima volta al partito Lotta Operaia nel 1980, mentre era una studentessa delle scuole superiori, e all'età di 18 anni si unì al partito. Si candidò per la prima volta alle elezioni nel 2001, in un'elezione municipale a Vaulx-en-Velin, e in seguito si candidò alle elezioni legislative e regionali.
Nathalie Arthaud è portavoce di Arlette Laguiller durante le presidenziali in Francia del 2007. Fra 2008 e 2014 è assessore alla gioventù a Vaulx-en-Velin, eletta in una lista di vari partiti, fra cui il partito Comunista Francese, Initiative citoyenne e Les Alternatifs. 
Al congresso annuale del 2008 di Lotta Operaia, Nathalie Arthaud diventa portavoce del partito. In quanto portavoce di Lotta Operaia, dirige la campagna elettorale per le elezioni europee del 2009. È capolista e ottiene 24 727 voti, il 0,84 % dei suffragi.
Durante le elezioni regionali del 2010 in Rodano-Alpi, la sua lista ottiene l'1,42% dei voti. Si è candidata in occasione delle elezioni presidenziali in Francia del 2012, ottenendo lo 0.5% dei voti e posizionandosi al penultimo posto tra i vari candidati. Si presenta un'altra volta alla corsa alla presidenza francese alle elezioni del 2017. Si dichiara l'unica candidata comunista. Durante la campagna, è l'unica candidata a continuare la sua attività professionale. Scende nuovamente in campo nelle elezioni del 2022.